# موسيقى سيشيل
تتمتع دولة سيشيل (وهي سلسلة جزر مستقلة في المحيط الهندي) بنوع مميز من الموسيقى حيث تشتمل الموسيقى الشعبية فيها على تأثيرات متعددة بطريقة توفيقية، بما في ذلك الرقصة الريفية الإنجليزية، ورقص البولكا والمازوركا، والشعبية الفرنسية والبوب، والسيجا من موريشيوس وريونيون، والطرب، والزوق، وسوكو موتيا وأنواع أخرى من عموم إفريقيا، بالإضافة إلى الموسيقى البولينيزية والهندية. يحظى شكل معقد من موسيقى الإيقاع يسمى Kanmtole بشعبية كبيرة، إلى جانب مجموعات من Sega و الريغي تسمى Seggae ومجموعات من مونتيا والريغي تسمى Mouggae، كما هو الحال مع Montea، وهو مزيج من الإيقاعات الشعبية الأصلية مع البنغا الكينية التي طورها باتريك فيكتور. شهد الموسيقى في سيشيل اعتماد مزيج من موسيقى الريغي المعاصرة والموسيقى الشعبية العالمية السائدة.
جان مارك فولسي هو موسيقي سيشيلي مشهور آخر جلب لمسة عصرية إلى الموسيقى التقليدية ولديه عدة ألبومات.

## أنظر أيضا
- قائمة الموسيقيين السيشيليين
- مونتيا

## الروابط الخارجية
- سينيوز (قد يكون التسجيل مطلوبًا)[وصلة مكسورة]